# Manaus Chess Open
O Manaus Chess Open é um a competição de xadrez absoluto, considerado um dos três maiores torneios de xadrez do Brasil, realizado na cidade de Manaus. O torneio é absoluto permitindo a participação de homens e mulheres como elegíveis a disputar este título.

## História
O Manaus Chess Open foi criado em 2022. A criação do torneio segundo os criadores veio da necessidade da região norte sediar um evento de grande porte, a primeira edição do torneio contou com 109 jogadores,  e se consolidou no cenário dos maiores torneios de xadrez do Brasil. O primeiro vencedor do torneio foi o GM brasileiro Renato Rodrigues Quintiliano Pinto, com 7,5/9.

## Lista de Campeões no Absoluto
Abaixo a lista de campeões, vice-campeões e terceira posição do Aberto de Manaus
| Ano  | Campeão                               | Pontos | Vice-campeão           | 3ª posição                |
| ---- | ------------------------------------- | ------ | ---------------------- | ------------------------- |
| 2022 | GM Renato Rodrigues Quintiliano Pinto | 7 ½    | GM Sandro Mareco       | GM Evandro Amorim Barbosa |
| 2023 | GM Renato Rodrigues Quintiliano Pinto | 7 ½    | GM Jose Fernando Cubas | GM Alexandr Fier          |
| 2024 | GM Rafael Leitão                      | 7 ½    | GM Alexandr Fier       | GM Alejandro Hoffman      |

## Lista de Campeões no Blitz
| Ano  | Campeão                               | Pontos | Vice-campeão                | 3ª posição                            |
| ---- | ------------------------------------- | ------ | --------------------------- | ------------------------------------- |
| 2022 | GM Renato Rodrigues Quintiliano Pinto | 9      | GM Yago de Moura Santiago   | NM Everson de Moura Araujo            |
| 2023 | GM Jose Fernando Cubas                | 8      | GM Axel Bachman             | GM Andres Rodriguez Vila              |
| 2024 | IM Leandro Perdomo                    | 9      | IM Nathan Felipe Filgueiras | GM Renato Rodrigues Quintiliano Pinto |

## Lista de Campeões nas Rápidas
| Ano  | Campeão                               | Pontos | Vice-campeão              | 3ª posição                |
| ---- | ------------------------------------- | ------ | ------------------------- | ------------------------- |
| 2023 | GM Alexandr Fier                      | 6      | GM Jose Fernando Cubas    | GM Axel Bachman           |
| 2024 | GM Renato Rodrigues Quintiliano Pinto | 7      | FM Lucas Do Valle Cardoso | GM Yago de Moura Santiago |